# Émile Bouhours
Émile Bouhours (ur. 3 lipca 1870 w Monnai – zm. 7 października 1953 w La Courneuve) – francuski kolarz torowy i szosowy, dwukrotny medalista mistrzostw świata.

## Kariera
Pierwszy sukces w karierze Émile Bouhours osiągnął w 1897 roku, kiedy zdobył złoty medal w wyścigu ze startu zatrzymanego zawodowców podczas torowych mistrzostw kraju. Na rozgrywanych trzy lata później mistrzostwach świata w Paryżu zajął trzecie miejsce, ulegając jedynie dwóm swoim rodakom: Constantowi Huretowi i Edouardowi Taylorowi. Na mistrzostwach świata w Berlinie w 1902 roku zdobył srebrny medal, przegrywając tylko z Niemcem Thaddäusem Roblem. Ponadto wielokrotnie zdobywał medale torowych mistrzostw Francji, w tym złote w swej koronnej konkurencji w latach 1897, 1898, 1900 i 1902. Startował również w wyścigach szosowych, wygrywając między innymi wyścig Paryż-Roubaix w 1900 roku. Nigdy nie wystąpił na igrzyskach olimpijskich.